# Hyalurgus lucidus
Hyalurgus lucidus là một loài ruồi trong họ Tachinidae.